# Hans Poppel
Hans Poppel (* 1942 in Kempten) ist ein deutscher Illustrator, Jazzpianist und Bühnenbildner.

## Leben und Wirken
Poppel besuchte Schulen in Kempten und München. Das Studium absolvierte er an der Akademie der bildenden Künste München. Danach arbeitete er als Bühnenbildassistent an der Bayerischen Staatsoper und mehrere Jahre in Theatern deutscher Städte als Bühnen- und Kostümbildner. Seit Mitte der 1970er-Jahre war er vorwiegend als Illustrator und Buchgestalter freischaffend tätig, u. a. mit Autorinnen wie Eveline Hasler, Dorothée Kreusch-Jacob und Aliana Brodmann E. von Richthofen. Daneben arbeitete er als Karikaturist, Redakteur und Drehbuchmitarbeiter im Film- und Hörspielbereich.
Ab den 1970er-Jahren war Poppel auch als Jazzpianist aktiv; er spielte u. a. mit Cornelius Claudio Kreusch, Nate McBride, Curt Newton, Joe Morris und Ken Vandermark. Mit G. Pechet Reber und Thomas Dürst bildete er das European Hiding Trio (Album Nothing to Hide, Unit Records 2000).

## Werke (Auswahl)
- Eveline Hasler: Hexe Lakritze (Bilder von Hans Poppel). Reinbek: Rowohlt (rororo rotfuchs 273), 1981
- Renate Welsh und Hans Poppel: Ein Geburtstag für Kitty. München: Deutscher Taschenbuch-Verlag, 1986
- Aliana Brodmann E. von Richthofen/Hans Poppel: Die Geschichte von den Feigen, Ellermann, München, 1987, ISBN 3-7707-6280-0
- Dorothee Kreusch-Jacob, Hans Poppel: Zauberbühne Oper. Was Kinder vor und hinter den Kulissen erleben. München/Kassel, Deutscher Taschenbuch Verlag/Bärenreiter-Verlag, 1988
- Hans Poppel: Osterhas und Osterspaß. Ein Bilderbuch rund um die Osterzeit. München: Heinrich Ellermann, 1995
- Regina Schwartz und Hans Poppel: Klicker, klecker, Kleister, ich bin hier der Meister. Kindergedichte von Regina Schwarz mit Bildern von Hans Poppel. München: Heinrich Ellermann, 1995
- Dirk Walbrecker (Text),  Hans Poppel (Illustr.): Bennys Hut. Frankfurt und Wien: Büchergilde Gutenberg, 1997

## Diskografische Hinweise
- Cornelius Claudio Kreusch, Hans Poppel: Music for Two Pianos (1991)
- Joe Morris, Ken Vandermark, Hans Poppel: Like Rays (Knitting Factory Works, 1998)